# Sepp-Benz-Gedächtnisrennen 2021
Das Sepp-Benz-Gedächtnisrennen 2021 (auch: 1. Sepp Benz Memorial) war die erste Austragung des Sepp-Benz-Gedächtnisrennens zu Ehren des verstorbenen Bobfahrers und Rennrodelfunktionärs Josef Benz. Es wurde am 5. März 2021 auf dem Olympia Bob Run St. Moritz–Celerina ausgetragen. Es fanden Rennen im Einsitzer der Männer und Frauen von der Starthöhe «Tops» sowie Rennen der Doppelsitzer und in der gemischten Klasse von der Starthöhe «Monti's Bold» statt. Es siegten Felix Loch (Einsitzer der Männer), Julia Taubitz (Einsitzer der Frauen), Robin Geueke/David Gamm (Doppelsitzer) und Andrea Vötter (gemischte Klasse).

## Ergebnisse

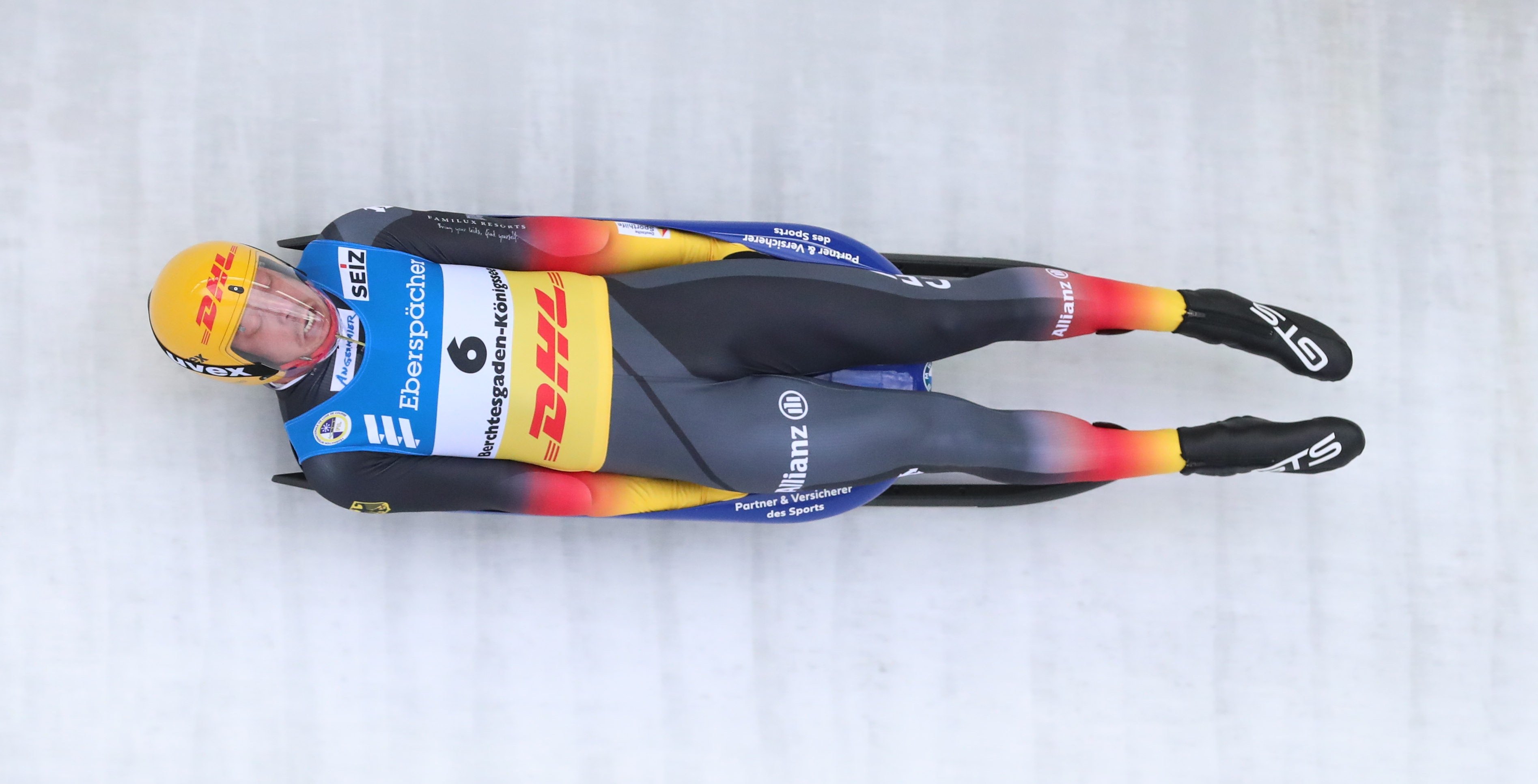
Felix Loch

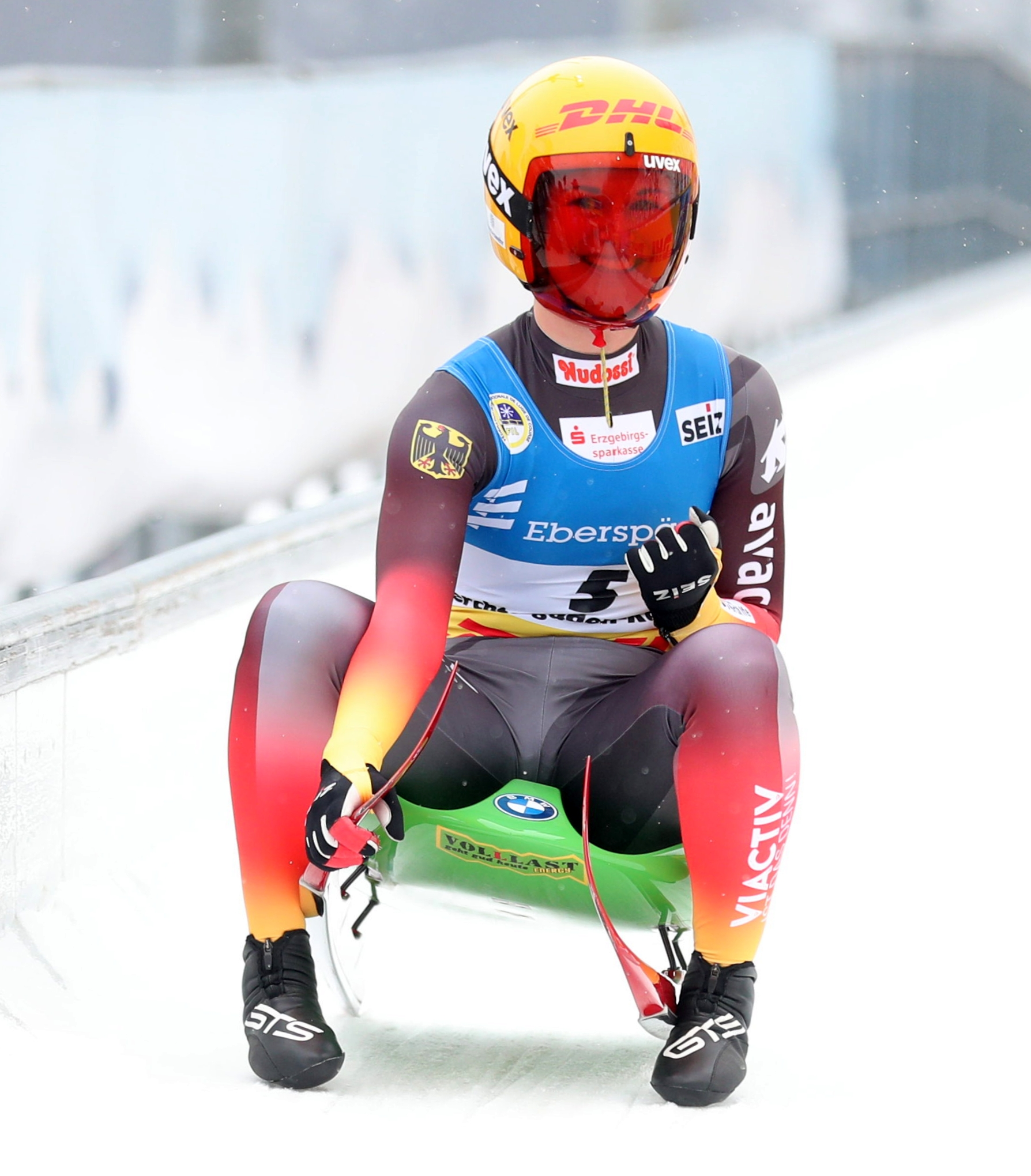
Julia Taubitz

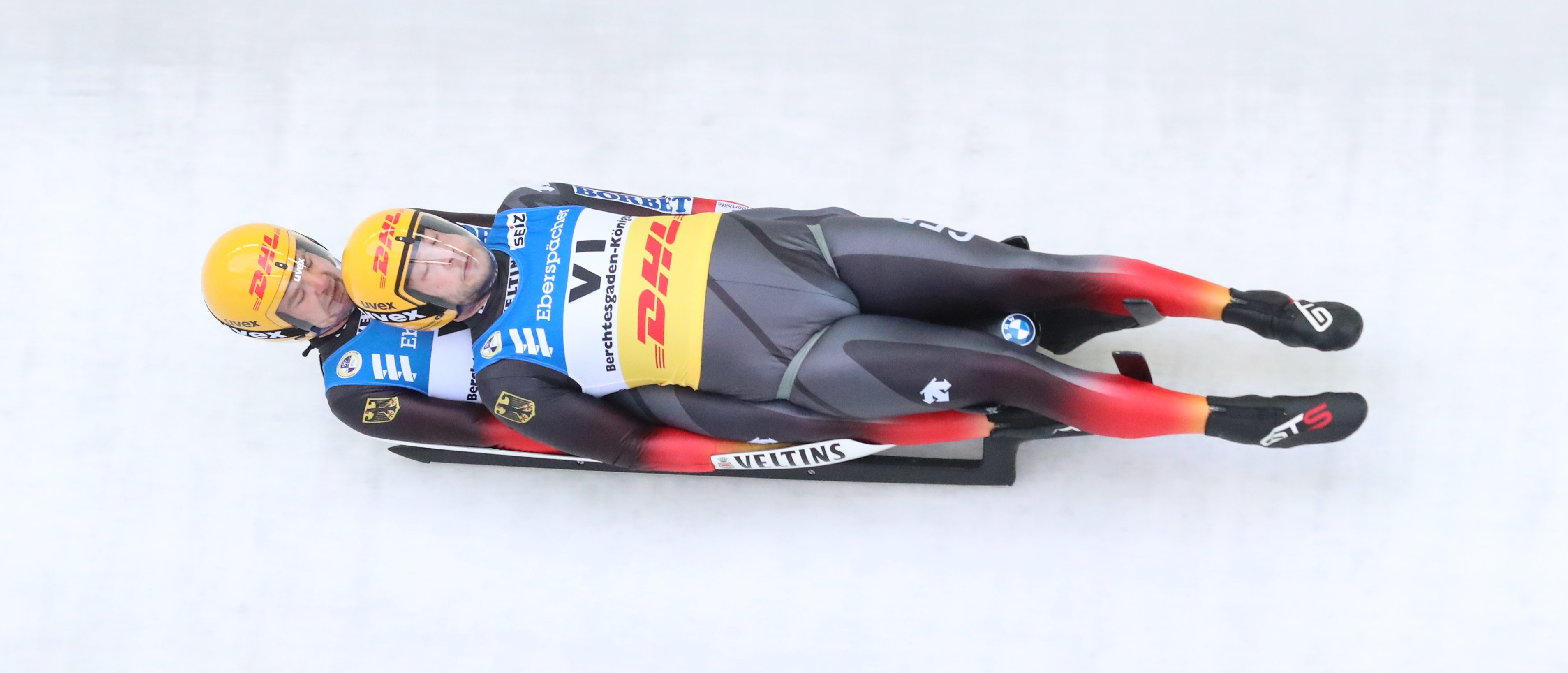
Robin Geueke und David Gamm

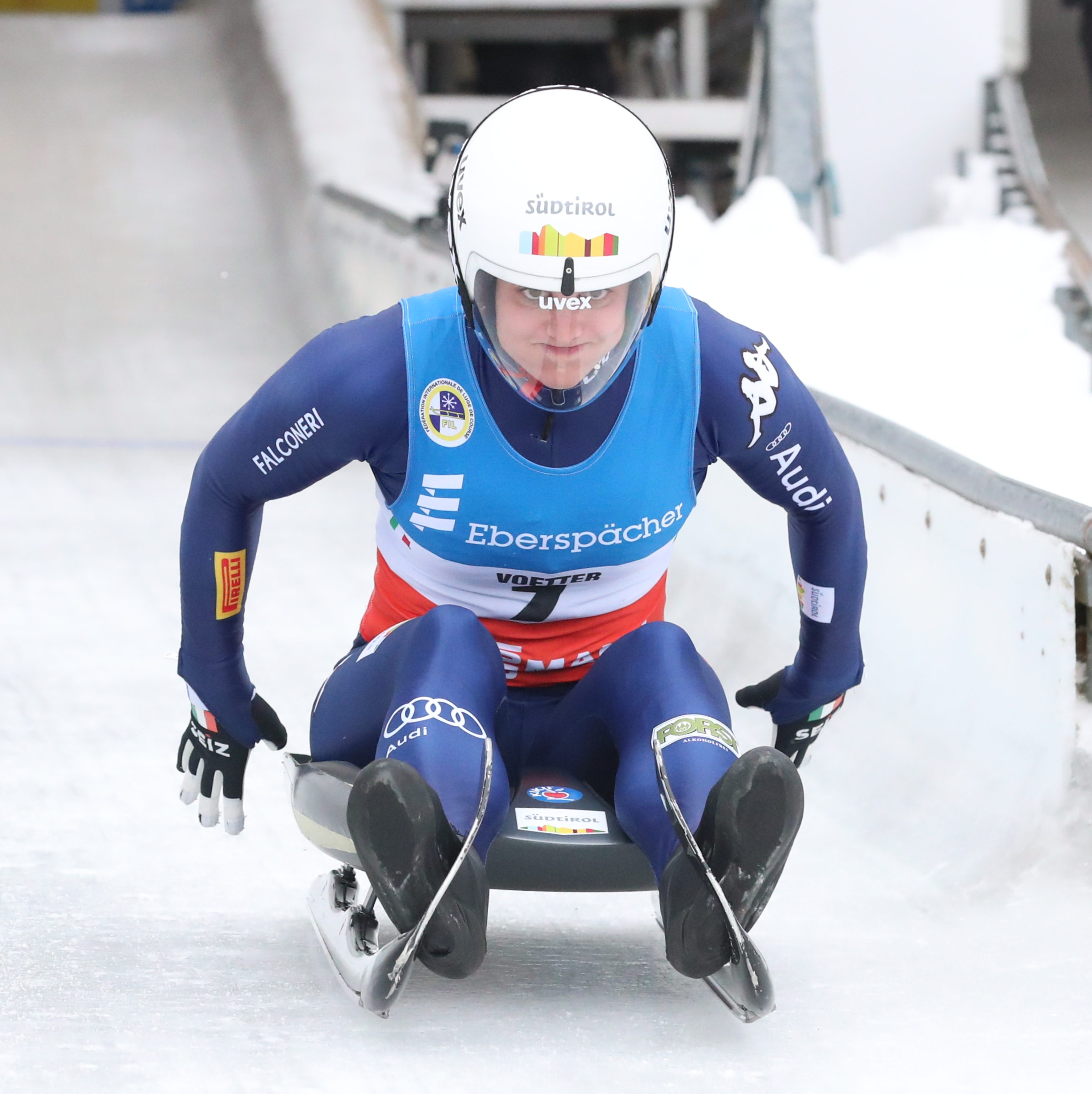
Andrea Vötter

### Einsitzer der Männer
| Platz | Sportler            | 1. Lauf      | 2. Lauf      | Gesamtzeit       | Differenz |
| ----- | ------------------- | ------------ | ------------ | ---------------- | --------- |
| 1     | Felix Loch          | 70,217 s (2) | 70,489 s (2) | 2:20,706 Minuten |           |
| 2     | Johannes Ludwig     | 70,405 s (3) | 70,315 s (1) | 2:20,720 Minuten | +0,014 s  |
| 3     | Kevin Fischnaller   | 70,601 s (4) | 70,659 s (3) | 2:21,606 Minuten | +0,554 s  |
| 4     | Max Langenhan       | 70,713 s (5) | 70,893 s (4) | 2:21,606 Minuten | +0,900 s  |
| 5     | Chris Eißler        | 70,815 s (6) | 70,949 s (5) | 2:21,764 Minuten | +1,058 s  |
| 6     | Moritz Bollmann     | 71,086 s (7) | 70,988 s (6) | 2:22,074 Minuten | +1,368 s  |
| 7     | Dominik Fischnaller | 70,116 s (1) | 72,337 s (9) | 2:22,453 Minuten | +1,747 s  |
| 8     | Lukas Gufler        | 71,373 s (8) | 71,395 s (8) | 2:22,768 Minuten | +2,062 s  |
| 9     | Sebastian Bley      | 72,653 s (9) | 71,187 s (7) | 2:23,840 Minuten | +3,134 s  |

### Einsitzer der Frauen
| Platz | Sportler           | 1. Lauf      | 2. Lauf      | Gesamtzeit       | Differenz |
| ----- | ------------------ | ------------ | ------------ | ---------------- | --------- |
| 1     | Julia Taubitz      | 71,756 s (1) | 71,800 s (1) | 2:23,556 Minuten |           |
| 2     | Anna Berreiter     | 71,895 s (2) | 71,966 s (2) | 2:23,861 Minuten | +0,305 s  |
| 3     | Cheyenne Rosenthal | 72,121 s (3) | 72,299 s (3) | 2:24,420 Minuten | +0,864 s  |
| 4     | Natalie Maag       | 72,583 s (4) | 72,583 s (4) | 2:25,166 Minuten | +1,610 s  |

### Doppelsitzer
| Platz | Sportler                          | 1. Lauf      | 2. Lauf      | Gesamtzeit       | Differenz |
| ----- | --------------------------------- | ------------ | ------------ | ---------------- | --------- |
| 1     | Robin Geueke/David Gamm           | 55,084 s (1) | 55,142 s (2) | 1:50,226 Minuten |           |
| 2     | Emanuel Rieder/Simon Kainzwaldner | 55,159 s (3) | 55,108 s (1) | 1:50,267 Minuten | +0,041 s  |
| 3     | Ludwig Rieder/Patrick Rastner     | 55,088 s (2) | 55,326 s (3) | 1:50,414 Minuten | +0,188 s  |
| 4     | Hannes Orlamünder/Paul Gubitz     | 55,781 s (5) | 55,697 s (4) | 1:51,478 Minuten | +1,252 s  |
| 5     | Max Ewald/Jakob Jannusch          | 55,689 s (4) | 55,809 s (5) | 1:51,498 Minuten | +1,272 s  |

### Gemischte Klasse
| Platz | Sportler         | 1. Lauf      | 2. Lauf      | Gesamtzeit       | Differenz |
| ----- | ---------------- | ------------ | ------------ | ---------------- | --------- |
| 1     | Andrea Vötter    | 55,866 s (1) | 56,060 s (2) | 1,51,926 Minuten |           |
| 2     | Nina Zöggeler    | 56,064 s (2) | 56,044 s (1) | 1:52,108 Minuten | +0,182 s  |
| 3     | Micha Rappel     | 56,799 s (3) | 56,919 s (3) | 1:53,718 Minuten | +1,792 s  |
| 4     | Sebastian Schulz | 57,478 s (4) | 58,289 s (4) | 1:55,767 Minuten | +3,841 s  |